# 境部
境部（さかいべ)とは、古代日本の部（名代あるいは職業部（品部））の一つ。坂合部・堺部とも表記する。

## 概要
境部のルーツは允恭天皇の皇子、坂合黒彦皇子（さかいのくろひこのみこ）の名代・子代であるとも言われている。『日本書紀』巻第十四、雄略天皇即位前紀に、坂合部贄宿禰という人物が、大泊瀬皇子（雄略天皇）に焼き殺された坂合黒彦皇子の屍を抱いて焼き殺され、後で舎人たちが骨を区分けすることができなかった、という伝承があるが、この贄宿禰という人物は、坂合黒彦皇子の壬生部ではなかったのか、と言われている。
ただ、有力な説は、国境などの境界を画定する部とするものであり、『新撰姓氏録』「摂津国皇別」の無姓の坂合部氏の記事にもそのようなことが記されている。そのほかにも、大和政権が朝鮮半島南部の課税地区の農民を「境部」と称して、任那の滅亡後、任那の貢調の収納・管理をつかさどる官人の家柄を指したとする説、隼人と渡来人を構成主体とし、入京する外国の使節に対し、衢（ちまた）で境界祭祀を行い、加えて使節の接待・対応にあたったとする説も見られる。
その部としての特質上、分布が大和国・河内国・摂津国・和泉国・播磨国・美作国に限られている。